# Benzoylurée

Molécule de diflubenzuron

Les benzoylurées sont des composés chimiques connus pour leur utilisation en tant qu'insecticides. L'une des benzoylurées les plus couramment utilisées est le diflubenzuron. Ce groupe comprend également le chlorfluazuron, le flufénoxuron, l'hexaflumuron et le triflumuron. Le lufénuron est la substance active de certains produits anti-puces pour les chiens et chats domestiques. Les benzoylurées sont des régulateurs de croissance des insectes qui agissent par inhibition de la synthèse de la chitine lorsqu'ils sont ingérés par les insectes.
Certains types de composés de benzoylurée ont fait l'objet de recherches comme agents anticancéreux potentiels.